# Eyüp
Eyüp é um distrito da cidade de Istambul, na Turquia, situado na confluência dos rios Kağıthane e Alibey, no nascimento do Corno de Ouro. Conta com uma população de 323 038 habitantes (2008). Historicamente, Eyüp tem sido sempre uma zona importante, especialmente para os muçulmanos da Turquia.